# Strożyska

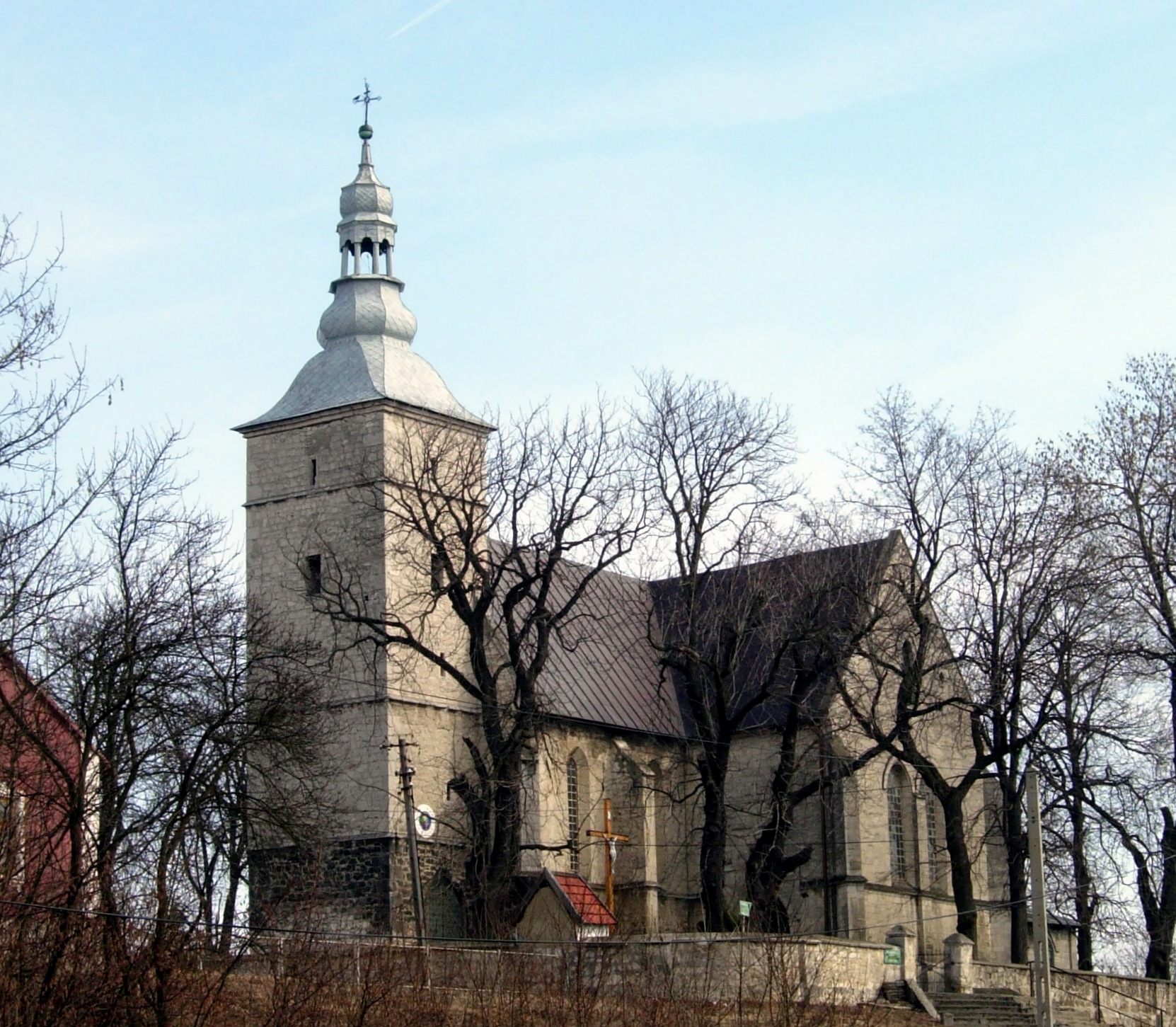
Kościół w Stożyskach, 25 marca 2006

Strożyska – wieś w Polsce położona w województwie świętokrzyskim, w powiecie buskim, w gminie Nowy Korczyn.
W latach 1975–1998 miejscowość położona była w województwie kieleckim.

## Położenie
Wieś położona jest na Ponidziu, ok. 5 km na północny zachód od Nowego Korczyna, ok. 15 km na południowy wschód od Buska-Zdroju. Leży w otulinie Nadnidziańskiego Parku Krajobrazowego.
W Strożyskach znajduje się skrzyżowanie dróg wojewódzkich nr 973 (Busko-Zdrój – Tarnów) i nr 771 (Strożyska – Wiślica).
Przez wieś przechodzi  zielony szlak turystyczny z Wiślicy do Grochowisk.

## Części wsi
| SIMC    | Nazwa      | Rodzaj     |
| ------- | ---------- | ---------- |
| 0256320 | Kiełbaski  | część wsi  |
| 0256337 | Przymiarki | przysiółek |

## Historia
Pierwsze wzmianki o Strożyskach pochodzą z XIV wieku. W 1378 r., dziedzic wsi, Michał ze Strożysk, ufundował kościół pw. Wniebowzięcia NMP. Od XV wieku wieś była własnością królewską. Było tu 10 łanów kmiecych, 2 karczmy z rolą oraz 2 zagrodników z rolą. Dziesięcina snopowa i konopna o wartości grzywien oddawana była prebendzie wiślickiej. Folwark królewski płacił proboszczowi dziesięcinę o wartości 4 grzywien. Proboszczem był w tym czasie Jan Wątróbka ze Strzelcz, herbu Oksza. Według Jana Długosza znajdował się tu dom dla wikariuszy oraz szkoła.
Według rejestru poborowego powiatu wiślickiego z 1579 r. było tu 16 osad na 8 łanach. Wieś miała też wówczas 3 zagrodników z rolą, 2 komorników oraz 2 biednych.
W 1827 r. było tu 62 domy i 446 mieszkańców.

## Zabytki
- gotycki kościół pw. Wniebowzięcia NMP z 1378 roku; rozbudowany w latach 1895–1896 w stylu neogotyckim; zniszczony w czasie działań wojennych 1944–1945, w latach powojennych odrestaurowany; nawa kościoła XIV-wieczna; prezbiterium i kaplice MB i Pana Jezusa dobudowane w XIX w. Do nawy, od strony zachodniej przylega wieża, która w przeszłości pełniła funkcje obronne (zachowane otwory strzelnicze); wewnątrz wieży znajduje się tablica erekcyjna z XIV wieku; krzyżowo-żebrowe sklepienie nawy kościoła wsparte jest na jednym, centralnie ustawionym filarze; do wnętrza świątyni wiodą ostrołukowe portale. Kościół został wpisany do rejestru zabytków nieruchomych (nr rej.: A.59 z 13.01.1957 i z 22.06.1967)[8].
- figury przydrożne, najstarsza przy wyjeździe ze Strożysk do Badrzychowic pochodzi z 1696 r.

## Odkrycia archeologiczne
W listopadzie 2010 r., w trakcie prac budowlanych prowadzonych opodal kościoła natrafiono na ludzkie szkielety. Archeolodzy badający stanowisko wiosną 2011 r. stwierdzili, że jest to wczesnośredniowieczne cmentrzysko datowane na okres od połowy XI w. do XIV w. Na obszarze 20 arów znaleziono 80 grobów szkieletowych i ok. 450 obiektów archeologicznych, wśród nich noże żelazne, kabłączki skroniowe i dwie dziecięce ceramiczne grzechotki. W trakcie badań natrafiono też na ślady wcześniejszego osadnictwa. Odkryto jamy w ziemi, zasobowe służące do przechowywania jedzenia i ziarna oraz odpadkowe na śmieci, datowane na okres neolitu i brązu, jak również ślady osady nowożytnej z XVI i XVII w., w tym pozostałości dużego, podpiwniczonego domostwa.

## Osoby związane ze Strożyskami
- Jan Pakosławic herbu Półkozic ze Stróżysk – rycerz i dyplomata Kazimierza Wielkiego, otrzymał od niego miasto Rzeszów, stając się protoplastą rodziny Rzeszowskich.
- Jan Francuz – polski duchowny, kapelan Wojska Polskiego, wieloletni proboszcz parafii Strożyska, działacz społeczny.
- Franciszek Szafranek – słupski pionier, organizator powojennej gospodarki i spółdzielczości. Honorowy Obywatel Miasta Słupska.